# Terencjusz Rufus
Terencjusz Rufus jest postacią nie zidentyfikowaną. Niektórzy utożsamiają go z Terencjuszem Rufusem, trybunem X legionu, następcą legata Larcjusza Lepidusa. Był on prawdopodobnie pierwszym zarządcą ustanowionej w tym czasie nowej prowincji Judei (jako legatus Augusti pro praetore). 
Józef Flawiusz wspomina o nim opisując jak wpadł do niewoli rzymskiej Szymon, syn Giorasa (jeden z głównych żydowskich rewolucjonistów w okresie oblężenia Jerozolimy w 70). Około połowy 71 stanowisko legata Judei objął po nim Sekstus Wettulenus Cerialis.